# Fiat 519
La Fiat 519 è un'autovettura di lusso prodotta dalla FIAT dal 1922 al 1927; si tratta della prima vettura a essere prodotta negli stabilimenti del Lingotto.

## Il contesto
Insieme alla 520 Super Fiat, fu l'automobile d'alta gamma della FIAT nel periodo tra le due guerre mondiali. Aveva installato dei freni sulle quattro ruote a comando meccanico coadiuvati da un servofreno idraulico che sfruttava l'olio del cambio (più precisamente un impianto Pierrot) su tutte e quattro le ruote, un'eccezione per l'epoca.

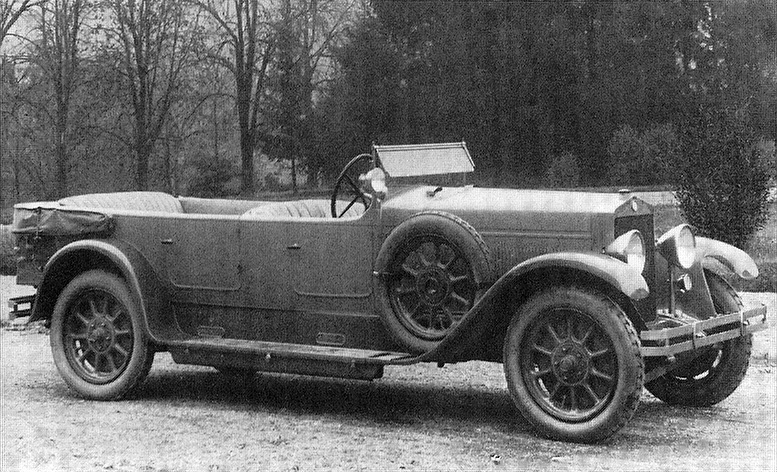
Fiat 519 B Torpedo

Furono prodotti 2411 esemplari e se ne sono conservati pochissimi. Una torpedo è conservata al Centro Storico Fiat ed una torpedo sport è conservata al Mauto di Torino. Gli esemplari tuttora circolanti di quella che fu la più grande e prestigiosa Fiat della storia si contano in poche unità
Era commercializzata in diverse versioni a quattro porte, più precisamente berlina, limousine e cabriolet. Il cambio era a quattro rapporti manuale.
Costruita su un telaio completamente nuovo, era contraddistinta da un passo di 3600 mm, una lunghezza di 4365 mm e una carreggiata di 1471 mm. Il motore era a sei cilindri in linea, e aveva una cilindrata di 4766 cm³ con valvole in testa e due valvole per cilindro, un alesaggio di 85 mm e una corsa di 140 mm. Sviluppava una potenza di 77 CV. Le sospensioni erano a balestra semi-ellittica ed era a trazione posteriore. Le valvole in testa costituivano un'eccezione nel panorama automobilistico dell'epoca e la Fiat, fino a quel momento, le aveva utilizzate solo su vetture sportive o da gran premio. Raggiungeva la velocità massima di 127 km/h. Pesava 2350 kg.

## Versioni prodotte
Furono prodotte cinque versioni differenti, più precisamente: 519, 519 A, 519 B, 519 C e 519 S 4/5S Tourer. Avevano tutte quattro portiere e 2+2 posti. Qui sotto sono riassunte le caratteristiche salienti dei vari modelli:
- 519 A: rispetto alla “519” aveva un radiatore più alto e una pompa del circuito del liquido di raffreddamento più potente. Fu anche modificato il bocchettone dell'olio, ora al centro del piedistallo. Aveva una balestra posteriore anti-rollio, che evitava il montaggio di uno schema convenzionale di sospensioni;
- 519 B: commercializzata dal 1925, rispetto al modello precedente aveva un differente dispositivo frenante montato sull'avantreno (più precisamente un impianto “perrot”). Le sospensioni furono migliorate;
- 519 C (conosciuta anche come “colonial”): per questa versione fu aumentata l'altezza da terra. Non se ne conoscono esistenti, perciò potrebbero non essere state prodotte in alcun esemplare, sebbene fossero in listino;
- 519 S: versione più corta (aveva un passo di 3300 mm) e una carreggiata rimasta invariata, più precisamente 1475 mm, ma con lo stesso motore della versione da turismo.

## Specifiche tecniche
- Motore: in linea a sei cilindri 4766 cm³ di cilindrata con valvole in testa;
- Capacità unitaria: 794,33 cm³ per cilindro
- Cilindri: 2 valvole per cilindro per un totale di 12 valvole;
- Alesaggio x corsa: 85 x 140 mm [2]
- Rapporto alesaggio/corsa: 0,61
- Potenza: 77 CV;
- Passo: 3300 mm
- Carreggiata anteriore: 1475 mm
- Carreggiata posteriore: 1475 mm
- Lunghezza: 4365 mm
- Rapporto lunghezza/passo: 1,32
- Peso: 2350 kg
- Velocità massima: 127 km/h